# La Vraie et la Fausse Église
La Vraie et la Fausse Église (Die wahre Religion Christi und die falsche Lehre des Antichristen, littéralement « La Vraie Religion du Christ et la Fausse Doctrine de l'Antéchrist ») est une gravure exécutée en 1546 par Lucas Cranach le Jeune. C'est une œuvre de propagande qui vise à dénoncer les abus de la religion catholique face à la pratique du culte chrétien par les protestants. Elle dénonce les sacrements inutiles en montrant le catholicisme comme une religion inspirée du diable et servie par un clergé corrompu.
Les critiques s'accumulent contre le clergé catholique au début du XVIe siècle. En particulier, le moine allemand Martin Luther publie à cet effet ses 95 Thèses en 1517. Le pape lui demande de renoncer mais Luther refuse et il est excommunié.

## Description
Cette gravure est une allégorie composée de deux parties qui s'opposent de part et d'autre d'une colonne, la gauche représentant le protestantisme (ou « Vraie Église ») et la droite le catholicisme (ou « Fausse Église »).

## La fausse Église
Sur la partie droite du tableau, Cranach représente ce qui lui semble être la « fausse église », soit l’Église catholique. De nombreux aspects contradictoires aux idées nouvelles de Luther sont représentés sur cette scène. Au premier plan, par exemple, est peint un moine, plumant un poulet, pouvant représenter le « plumage » du peuple. Ce moine se tient devant ce qui s’apparente au Pape Léon X, reconnaissable de par sa tiare pontificale. Le Pape ici demande des indulgences, procédé permettant d’enrichir l’Église catholique, et contre quoi se bat Luther.
Plus à gauche, à la droite du pilier, se tient une foule de prêtres, portant des aspects indignes de la religion chrétienne. De droite à gauche, on distingue respectivement un moine portant une capuche aux oreilles d’âne, dont au bout tiennent des clochettes, symbolisant la folie de l’Église. Le prêtre à sa droite fait tomber des cartes de son manteau, représentant la aussi la folie de l’église et dénonçant que ces prêtres passeraient plus de temps à jouer qu’à prier. Enfin, plus discret, se tient dans la capuche du troisième prêtre un diablotin, comme si cette Église n’était plus apte à représenter Dieu.
Par ailleurs, cette foule semble écouter un autre prêtre, représentant le clergé. On notera que le prêtre (bien en chair, autre aspect dénoncé qui est l’ivresse) ne tient pas de Bible devant lui, et dicte donc aux autres prêtres des paroles ne venant pas de Dieu. De plus, un second diablotin est présent sur cette scène, se situant donc sur l’épaule du clergé, et semblant lui souffler ce qu’il doit dire.
Plus en haut peut avoir lieu une procession, autour de l’Église. Cranach tente ici encore de dénoncer un autre aspect du christianisme, que les protestants n’acceptent pas. Luther, en effet, refuse les messes somptueuses et dorées, accessibles aux bons comme aux hypocrites. 
À droite se tient sur la peinture un sacrement, celui des malades. Cranach critique lui aussi ces coutumes catholiques, qui pour la plupart du temps étaient fort coûteuses et ruinaient de beaucoup le peuple qui ne tardait pas à mourir. Selon eux, aucun de ces sacrements n’est réellement important, puisque Seule la Foi sauve…
Derrière ce dernier sacrement, on peut retrouver de nouveau cette cloche, bénit par un prêtre. Les protestants dénoncent ici à quel point les catholiques porteraient de l’importance pour ces cloches. Plus bas, enfin, un prêtre célèbre une messe en tournant le dos au public, qui était en effet une pratique courante dans les Églises de la Renaissance. Luther comme Cranach critiquent ainsi à la fois ces coutumes, mais également le peuple situé juste derrière, qui ne semble pas s’intéresser fortement à la messe mais plutôt à un bouffon.
Enfin, bien plus haut, est représenté parmi les nuages Dieu, jetant des éclairs sur le clergé, symbolisant sa colère face aux hommes jugés indignes. À ses côtés se tient Saint François d’Assise, qui bien que ses mains semblent percées et peuvent faire penser au Christ, a bien son nom indicateur écrit dans le nuage juste au-dessous. Là, Luther dénonce ce que les Protestants appellent le Faux Christ. Selon lui, les Catholiques passeraient plus de temps à prier des Saints plutôt que le vrai Christ, ce qui bien évidemment n’est pas de même pour la religion Protestante.